# Frankfurt-Unterliederbach
Unterliederbach ist seit dem 1. April 1928 ein Stadtteil von Frankfurt am Main. Die Einwohnerzahl beträgt 17.389.

## Geographische Lage
Unterliederbach liegt im Main-Taunusvorland, zwischen Untermainebene im Süden und Südosten sowie dem Vordertaunus, der sich nördlich und nordwestlich erhebt.
Der Stadtteil befindet sich Nordwesten des Ortsbezirks 6 (Frankfurt-West), rund 10 km westlich der Hauptwache. Südwestlich befinden sich Zeilsheim und Teile Sindlingens. Im Südosten verläuft die Grenze zu Höchst durch fließend ineinander übergehende Bebauung. Im Nordosten liegt Sossenheim. Im Nordwesten und Norden stößt Unterliederbach an die Gemeinden Liederbach und Sulzbach des benachbarten Main-Taunus-Kreises.
| Liederbach | Sulzbach                                    | Sossenheim       |
|            | Kompassrose, die auf Nachbargemeinden zeigt |                  |
| Zeilsheim  | Sindlingen                                  | Frankfurt-Höchst |

## Geschichte

### Namensherkunft

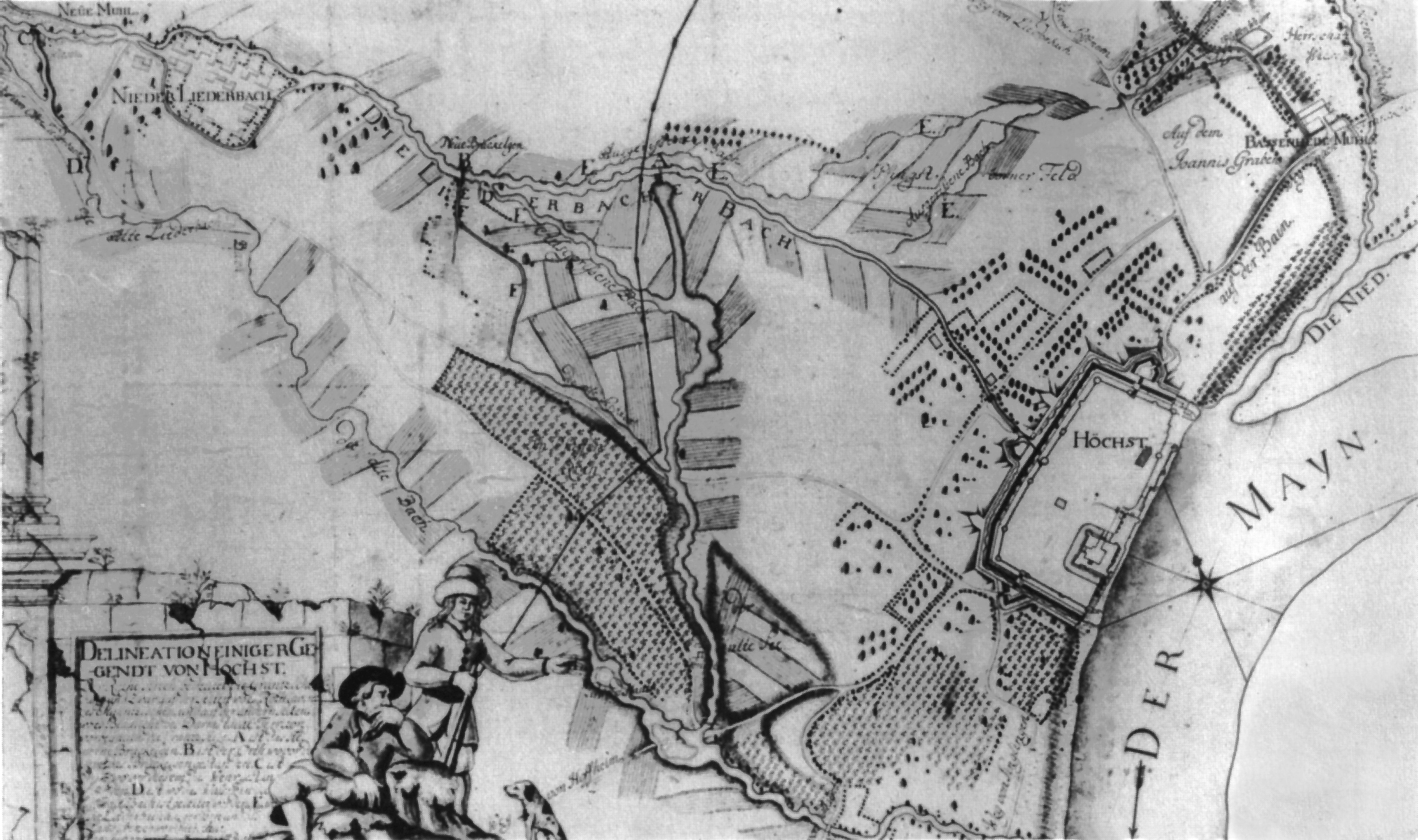
Niederliederbach auf einer Karte von 1723

Namensgebend für den Ort ist der Liederbach, der das Dorf ursprünglich mit mehreren Armen umfloss. Zum ersten Mal erwähnt wird der Ort um das Jahr 800 als Liderbach oder Leoderbach, womit allerdings seinerzeit zusammenfassend auch Oberliederbach gemeint war. Ab 1222 taucht die Unterscheidung auf als inferiori Liderbach (lateinisch für „niederes Liederbach“).
Ab 1406 hieß das Dorf Nidernliderbach. Die Schreibweise wandelte sich von Niddemliederbach (1492) über Niddern Liederbach (1592) hin zu Niederliederbach (1723), ehe 1818 der heute noch übliche Name Unterliederbach eingeführt wurde.

### Vorgeschichtliche Zeit
Die ältesten Spuren menschlicher Besiedelung der heutigen Unterliederbacher Gemarkung zeugen aus der hiesigen Jungsteinzeit, etwa 3000 v. Chr.: Drei vollständig erhaltene Urnen, Überbleibsel von Knochenwerkzeugen sowie einige Scherben, die 1950 bei Bauarbeiten in der Windthorststraße gefunden und hernach von Archäologen untersucht und datiert worden waren.

### Römische Kaiserzeit
Das heutige Unterliederbach lag im 1. Jahrhundert südlich des Limes und damit innerhalb des Römischen Reiches. Wo heute die A 66 verläuft, entstand seinerzeit die Römerstraße Elisabethenstraße. Aus dieser Zeit stammen ebenfalls Fundamente und andere Spuren eines römischen Landgutes, das gefunden wurde auf dem Areal zwischen heutiger Liederbacher Straße, Hunsrückstraße, Idarwaldstraße und Heimchenweg. Ein weiteres Gehöft wird vermutet, wo sich nun Autobahn und Königsteiner Straße kreuzen, da dort ebenfalls Fundamentreste gefunden wurden sowie unter anderem ein Amboss römischer Herkunft.

### Mittelalter
Die Gründung des heutigen Ortes erfolgte während der Expansion des Fränkischen Reichs im 6. Jahrhundert, wie auch die vieler Nachbarortschaften, deren Namen allerdings erst in karolingischer Zeit schriftlich festgehalten wurden – in diesem Fall in der Schenkungsurkunde, laut der neben Liederbach (also Unter- und Oberliederbach) ferner Fischbach, Kriftel und Sindlingen samt Einwohnern an das Kloster Fulda übereignet wurden. Die Urkunde entstand zwischen 780 und 802, das genaue Datum ist unbekannt, da das Original nicht mehr existiert, sondern nur eine Abschrift aus der Zeit um 1150.
838 zählte Unterliederbach nach erneuter Schenkung an das Kloster Lorsch zum Verwaltungsbezirk Niddagau. 1282/83 ist die comitia in Liderbach et Liderbach ein pfalzgräfliches Lehen im Besitz der Herren von Eppstein. Als diese überschuldet ihr halbes Reich verkaufen mussten, wechselte Unterliederbach in die Herrschaft der Landgrafschaft Hessen.

### Frühe Neuzeit

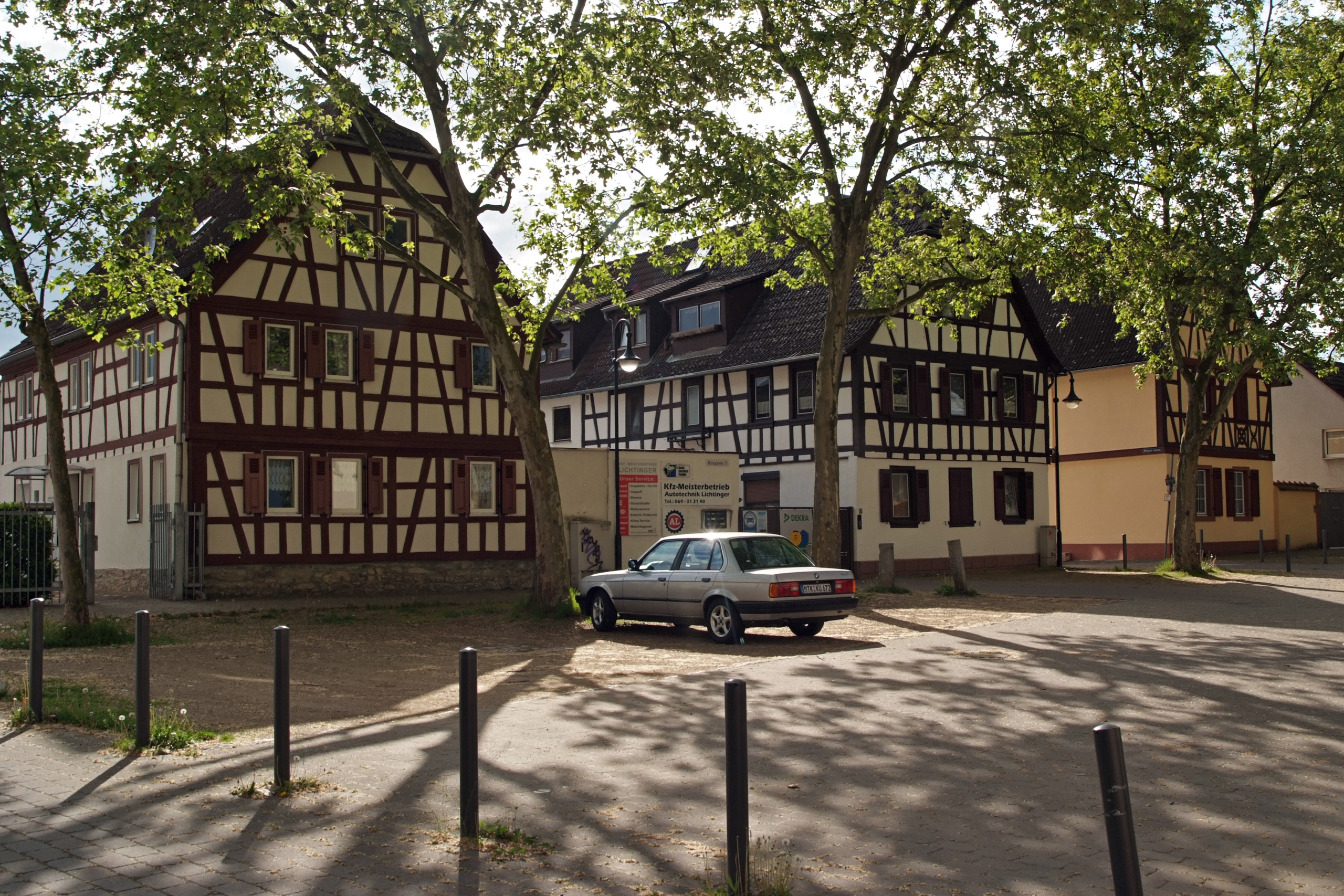
Der frühere Mainzer Dompropsteihof (links) war jahrhundertelang Ortsmittelpunkt. Seinem klerikalen „Inhaber“ mussten die Unterliederbacher Bauern ein Zehntel ihrer Ernte abliefern.

1567 wurde Hessen nach dem Tode Philipps des Großmütigen geteilt, Unterliederbach gehört fortan zur Landgrafschaft Hessen-Darmstadt. Allerdings hieß der Verwaltungsbezirk nach wie vor Herrschaft Eppstein, obgleich das zuständige Amt in Wallau war. Unterliederbach war indes durch Grenzveränderungen zur Exklave geworden, so dass seine Einwohner für Amtsgeschäfte kurmainzisches Ausland durchqueren mussten. Bereits im 14. Jahrhundert ist die Existenz einer Kirche belegt, neben dem Mainzer Dompropsteihof (heutige Heugasse 3), der Ortsmittelpunkt war. Seinem klerikalen „Inhaber“ mussten die Unterliederbacher Bauern ein Zehntel ihrer Ernte abliefern. Vermutlich um 1527 wurde Unterliederbach im Zuge der Reformation evangelisch, derweil es unter der Zuständigkeit des römisch-katholischen Mainzer Dompropstes verblieb, der nach wie vor den Zehnt erhob. Nach Renovierungen im 17. Jahrhundert erfolgte 1716 der Neubau des Chores, wodurch das in der Gegenwart Dorfkirche genannte Gebäude seine heutige Gestalt erhielt. Damals bestand das Dorf aus 25 Haushalten und wuchs fortan.

#### MühlenundHerrenhäuser
Um 1675 war am südlichen Rand der seinerzeitigen Bebauung eine unterschlächtige Mühle (spätere Untermühle errichtet worden, auf die 1709 am Nordrand wiederum die oberschlächtige Obermühle folgte, die noch heute nach ihrem letzten Müller Kneiselsmühle genannt wird, gelegen nordwestlich der heutigen Autobahntrasse, wo auch heute noch der Liederbach fließt.  Wenige Jahre zuvor war das später als Rathaus genutzte Herrenhaus (heute Wagengasse 8) im Süden des damaligen Ortes entstanden. Am Westrand wiederum wurde 1755/56 das Herrenhaus erbaut, das heute Graubner’sche Villa heißt.

### IndustrialisierungundModerne
1803 gelangte Unterliederbach in Folge der Säkularisation zur Grafschaft Nassau-Usingen, die sich mit Nassau-Weilburg 1806 zum Herzogtum Nassau vereinte. Gleichzeitig erhielt Nassau-Usingen den Dompropsteihof und mit ihm das Recht, den Zehnt zu erheben, was dann nach 1847 schrittweise abgeschafft wurde. Das Herzogtum baute von 1814 bis 1820 die durch Unterliederbacher Gebiet führende Sodener Chaussee (heutige Königsteiner Straße).
Das Maschinenzeitalter begann in Unterliederbach 1840, als erstmals die Züge der Taunus-Eisenbahn zwischen Frankfurt und Wiesbaden durch den südlichen Zipfel der Gemarkung fuhren. Damals lebten 527 Menschen im Ort – mehr als doppelt so viele wie noch sechs Jahrzehnte zuvor. In etwa derselben Größenordnung blieb die Einwohnerzahl konstant bis zur Deutschen Reichsgründung 1871. Vier Jahre zuvor war das Herzogtum Nassau mit u. a. Unterliederbach nach dem verlorenen Preußisch-Österreichischen Krieg vom Königreich Preußen annektiert und dessen im Jahr darauf gegründeter Provinz Hessen-Nassau zugeordnet worden.
In dieser Zeit wuchs das Dorf zunächst nur um einzelne Häuser am südöstlichen Ortsrand sowie das Alleehaus an der Chaussee, aus dem sich erst ein Wirtshaus entwickelte und ab 1893 nach Anbau eines Saales ein Treffpunkt des Ortes für Bälle und Stiftungsfeste. Ab 1864 plante die Gemeinde gezielt ihre Erweiterung durch Erschließung neuer Bauplätze, insbesondere in Richtung der Chaussee durch Errichtung des Neuwegs (heute Wasgaustraße) sowie entlang des Steinwegs (heute Heimchenweg).

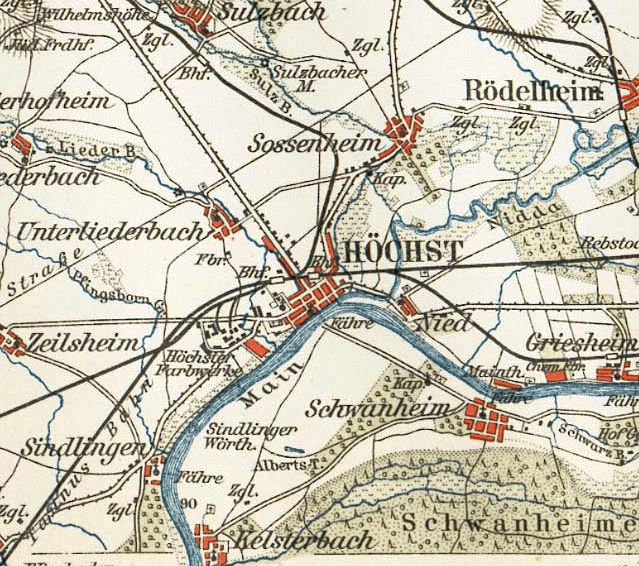
Karte von 1893: Die expandierenden Orte Unterliederbach und Höchst beginnen baulich zusammenzuwachsen.

Der Bedarf an Wohnraum wuchs in der Folgezeit indes weiter seit der Gründung der Theerfarbenfabrik Meister, Lucius & Co. 1863 im benachbarten Höchst, der späteren Farbwerke Hoechst. Binnen eines Vierteljahrhunderts stieg die Zahl der Mitarbeiter dieses Unternehmen auf 2.000, weshalb es die Gründung einer Stiftung anregte, die ab 1891 den Bau des Arbeiterheims initiierte, das im Volksmund Heimchen genannt wurde, und bereits ein an die Fabrik angeschlossenes Wasserleitungssystem erhielt. Zur gleichen Zeit entstand die Siedlung Engelsruhe für andere Arbeiter, denn mittlerweile war der Ort selbst zum industriellen Standort geworden. Schon vor 1872 gab es eine Gerberei, die ab 1887 von den neuen Eigentümern Graubner & Scholl sukzessive erweitert wurde um zwei Shedhallen sowie ein neues Maschinen- und Kesselhaus. Es folgten weitere Werkstatt-, Fabrikations- und Lagerbauten bis zu Beginn des 20. Jahrhunderts der Komplex zwischen (heutiger) Wasgau-, Soonwald- und Pfälzer Straße sowie dem Liederbach die Dimensionen eines Großbetriebs erreichte, der 400 Mitarbeiter beschäftigt haben und eine der größten Fabriken dieser Art im ganzen damaligen Reich gewesen sein soll. Auf das schnelle Wachstum folgte 1911 der Konkurs sowie nach zwischenzeitlichem Besitzerwechsel 1920 die Einstellung der Produktion. Der die damaligen Häuser überragende Schlot prägte die Ortsansicht bis zu seiner Sprengung 2009.
Ein weiterer Leder verarbeitender Betrieb war von 1880 bis 1905 eine in der Königsteiner Straße 80 gegründete Treibriemen-Fabrik. Ein paar Häuser weiter, Hausnummer 86, eröffnete 1891 eine Möbelfabrik, auf der gegenüberliegenden Straßenseite bestand ab 1902 die Motorenfabrik Eisenlohr & Schäfer, die noch in ihrem Gründungsjahr für ein Patent zur Verbindung von Formkasten Erwähnung fand in Stahl und Eisen, der Zeitschrift des Vereins Deutscher Eisenhüttenleute (VDEh). Die Möbelfabrik fusionierte derweil zu Heist & Hobraeck und errichtete 1906 am gleichen Ort eine Fabrikanlage mit mehrgeschossigem Werkstattgebäude, Kesselhaus, Kohleschuppen, Trockenkammer und Holztrockenschuppen.
Nachdem die Untermühle bereits lange außer Betrieb gewesen war, nahm ab 1912 eine Metallgießerei dort ihren Betrieb auf. Die Obermühle wiederum war 1899 in ein Sägewerk umgewandelt worden, nach dem Ersten Weltkrieg war dort kurze Zeit das Höchster Feilenwerk untergebracht. Seit Mitte der 1920er Jahre dient der Gebäudekomplex ausschließlich als Wohnanlage.
1905 wurde erstmals ein hauptamtlicher Bürgermeister eingesetzt. Die nebenamtlichen Vorgänger waren der Arbeitsbelastung nicht mehr gewachsen gewesen und 1906 stellte sich etwa heraus, dass es keine Baugenehmigung gab für den bereits fast vollendeten Schul-Neubau an der heutigen Hunsrück- bzw. Hörselberg-Straße. Geplant für 16 Klassen hatte sie beim Einzug im Januar 1907 745 Schüler, die von 12 Lehrern unterrichtet wurden. Zuvor hatte sich die Schule im Herrenhaus an der Wagengasse befunden, bestehend aus zwei Klassenräumen sowie zwei Lehrerwohnungen. Dort zog wiederum 1908 die Gemeindeverwaltung ein. Im selben Jahr eröffnete der Arbeiter-Konsumverein Höchst seine Betriebszentrale in der Hörselbergstraße, gegenüber der neuen Schule. Außer Lager- und Verpackungsräumen gab es hier eine Großbäckerei samt Verkaufsfiliale. 1911 wurde schließlich der Bau der Wasserleitung abgeschlossen. Bis dato hatte die öffentliche Wasserversorgung (außer im Heimchen) bestanden aus fünf Brunnen in und um den alten Ortskern sowie ebenso vielen im Bereich der Siedlung Engelsruhe.

### Eingemeindungenund Weltkriege
1917 wurden Unterliederbach und seine inzwischen rund 5300 Einwohner (zusammen mit Sindlingen und Zeilsheim) nach Höchst am Main eingemeindet. Dieses wiederum wurde 1928 ein Stadtteil von Frankfurt am Main. Die Verwaltungsstelle Unterliederbach samt Standesamt verblieb indes noch 1932 im selben Haus, ehe dieses zu einem reinen Wohnhaus wurde. Derweil lag Unterliederbach nach dem Ersten Weltkrieg bis 1930 in der französisch besetzten Zone. Ein Jahr zuvor war die erste Postagentur im Ort eröffnet worden. Zur gleichen Zeit wurden in der Siedlung Engelsruhe neue Wohnhäuser gebaut als Teil des von Ernst May geplanten Neuen Frankfurts. Die Farbwerke ließen von 1934 bis 1936 zusätzliche Wohnblocks und Reihenhäuser entstehen an der heutigen Liederbacher Straße sowie am Karl-König-Weg.

#### Motorisierung
Ab Anfang der 1920er Jahre eröffnete der Unternehmer Wilhelm Engel in der Hauptstraße 16 (heute: Liederbacher Straße 54; das Gehöft wurde 1980 abgerissen) zunächst einen Taxi-Betrieb und bald darauf zusätzlich eine Tankstelle. Zwecks Vergrößerung des Betriebs erfolgte 1925 der Umzug an die Kreuzung der Sodener Chaussee mit der Elisabethenstraße. Letztere wurde bald darauf für den aufkommenden Autoverkehr ausgebaut und 1933 zu einem Teil des Rhein-Main-Schnellwegs (heute A 66), auch Autoumgehungsstraße genannt. In der Mitte der Kreuzung entstand dabei ein Kreisverkehr mit 40 Meter Durchmesser, in dem fortan der Auto-Engel stand als eine frühe Art Autobahnraststätte. Offiziell zur Autobahn wurde die Elisabethenstraße im Jahr 1965. In den 1980er Jahren folgten der erneute Umbau der Autobahnanschlussstelle samt der Verbreiterung auf drei Spuren sowie die Errichtung von Schallschutzwänden. Auf diese entfielen rund zehn Prozent der Baukosten von 40 Millionen D-Mark.

#### Zweiter Weltkrieg
Im Juni 1940 fielen Fliegerbomben auf Häuser des Arbeiterheims. In der Folgezeit wurde ein Luftschutzbunker erbaut an der Ecke Heimchenweg/Peter-Bied-Straße.
Während der Frankfurter Bombennacht am 22. März 1944 detonierte eine Luftmine an der Ecke Hunsrückstraße/Legienstraße und richtete dabei schwere Schäden an der Schule und umliegenden Gebäuden an. Brandbomben ließen das Alleehaus in Flammen aufgehen; auch die Möbelfabrik Heist & Hobraeck wurde teilweise zerstört. Am 5. November desselben Jahres veranstalteten die Ortsgruppen der NSDAP in ganz Frankfurt Musterungsappelle, auf denen die im Kreis Groß-Frankfurt erfassten Männer beziehungsweise männliche Jugendliche und Senioren zum Volkssturm antreten mussten, die Unterliederbacher gemeinsam mit jenen des restlichen Frankfurter Westens auf dem Höchster Schloßplatz.

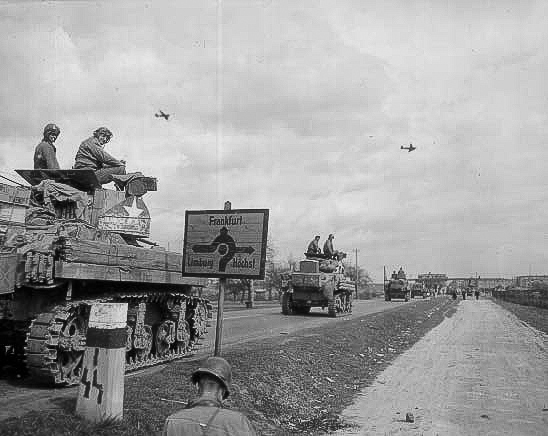
Kolonne der 3. US-Armee auf der Autobahn bei Unterliederbach am 31. März 1945

Jakob Sprenger, Reichsverteidigungskommissar und Gauleiter von Hessen-Nassau, ordnete am 23. März 1945 an, dass kein arbeitsfähiger Einwohner die Stadt verlassen dürfe. Am selben Tag fielen erneut alliierte Bomben auf Unterliederbach, dabei wurde das katholische Schwesternhaus erheblich beschädigt. In der Nacht zuvor hatte die 3. US-Armee bei Oppenheim den Rhein überquert und am folgenden Tag den Frankfurter Stadtwald erreicht.
Sprenger hatte nun wiederum „die sofortige, totale Räumung“ angeordnet, jedoch ohne Angabe, wohin evakuiert werden soll. Als nach Kämpfen vom 26. bis 28. März Kapitulation und vollständige Einnahme Frankfurts folgten, was am nächsten Tag offiziell durch US-amerikanische Radiosender verkündet wurde, endete der Krieg für die Unterliederbacher. 25 von ihnen starben durch Luftangriffe, 240 als Soldaten der Wehrmacht; 120 galten als vermisst. Auch die katholische Kirche, die zeitweise als Möbellager für ausgebombte Familien diente, verzeichnete Bombenschäden, ihre Glocken waren bereits Anfang 1942 demontiert worden, um als Teil der sogenannten Metallspende des deutschen Volkes zu Kriegszwecken eingeschmolzen zu werden.

### Nachkriegszeitbis heute
Frankfurt und somit auch Unterliederbach lagen in der US-amerikanischen Besatzungszone. Ab dem 19. September 1945 wurde es ein Teil von Groß-Hessen, woraus ein Jahr später Hessen in seiner heutigen Form entstand. Nur zwei Wochen nach der ersten Sitzung des Deutschen Bundestags sprach dessen Abgeordneter Hermann Brill bei einer SPD-Versammlung im Saalbau Zur Guten Quelle über die Arbeit des Parlaments.
Bald wurde im Stadtteil weiter gebaut, ab 1950 zunächst im Bereich der Engelsruhe, namentlich am Cheruskerweg, in der nördlichen Gotenstraße sowie einigen Zwischenverbindungen zur Rugierstraße. 1960 folgten weitere Neubauten an der Eucken- und der Sieringstraße. Zeitgleich entstand am nordwestlichen Ortsrand die Gagfah-Siedlung zwischen der Wartburgstraße und der Elisabethenstraße, inklusive der Ibellstraße und der Ludwig-Hensler-Straße sowie der dazwischen liegenden Nebengassen. Hinzu kamen viele einzelne Bauten im Bereich des Vogelviertels und im Bereich Legienstraße. Ein Wohnviertel entstand ferner auf dem Gartengelände östlich des Liederbachs (Johannesallee und Loreleistraße). Die US-Truppen hatten sich in der Höchster Kaserne eingerichtet, für einige ihrer Soldaten sowie deren Familien entstand bis 1955 die Hoechst Housing Area am Teutonenweg.
In der Zwischenzeit war 1956 das von der Hoechst AG gebaute Silobad eröffnet worden, Frankfurts ältestes beheiztes Freibad. Das Silobad wurde 1994 für den symbolischen Preis von einer Mark an die Stadt Frankfurt verpachtet. 1961 eröffneten zwei neue Schulen: die Walter-Kolb-Schule als Volksschule, sowie die Karl-Oppermann-Schule als Sonderschule für Lernbehinderte. Der Neubau der alten Volksschule war bereits 1952 neu eröffnet worden. Zwei Jahrzehnte später entstand an selber Stelle die Kaufmännische berufsschule 6, seit 1982 Ludwig Erhard-Schule. Eine weitere Grund- und Hauptschule war die 1973 in Betrieb genommene Karl-von-Ibell-Schule an der Schmalkaldener Straße.
1961 endete der Betrieb in der Zentrale des Arbeiter-Konsumvereins Höchst. Neue Einkaufsmöglichkeiten entstanden aber alsbald jenseits der Autobahn mit dem Main-Taunus-Zentrum, 1964 das erste nach US-amerikanischem Vorbild errichtete, in sich geschlossene Einkaufszentrum Deutschlands.
Während des Krieges hatte sich die Bevölkerungszahl kaum verändert (1939: 7.713; 1946: 7.572, siehe auch Bevölkerungsentwicklung von Unterliederbach), aber war seitdem in nur eineinhalb Jahrzehnten bis 1961 auf mehr als das Doppelte angewachsen (16.000). In der Folgezeit stagnierte die Einwohnerentwicklung jedoch lange Zeit. Dies änderte sich erst in den 1990er Jahren. Nach Abzug der US-Truppen aus der McNair-Kaserne 1992 wurde ein Großteil der Fläche in ein Wohngebiet umgewandelt. Bald darauf begannen auch die Arbeiten an der geplanten Siedlung Parkstadt Unterliederbach nördlich des Silobads. Jedoch wurde nur ein kleiner Teil verwirklicht und bezogen, da in der Zwischenzeit die sogenannte Seveso-II-Richtlinie den Bau von Wohnungen untersagte, wenn diese zu nah an einer Chemiefabrik lagen. Erst seit den 2010er Jahren wird das Projekt fortgesetzt mit weiteren Wohnhäusern.

## Bevölkerungsentwicklung
(Genaue Einwohnerzahlen gibt es erst seit der Neuzeit)
| Jahr | Einwohner                              |
| ---- | -------------------------------------- |
| 1492 | 9 Häuser                               |
| 1530 | 11 Männer                              |
| 1543 | 25 Hausgesessene                       |
| 1592 | 23 Familien                            |
| 1610 | 22 Haushalte                           |
| 1620 | 29 Familien                            |
| 1630 | 19 Männer, 4 Witwen, 3 Vormundschaften |
| 1637 | 7 Haushaltungen                        |
| 1716 | 25 Haushalte                           |
| 1782 | 40 Haushalte mit 216 Einwohnern        |
| 1794 | 246 Einwohner                          |
| 1805 | 53 Gemeindeglieder und 7 Witwen        |
| 1817 | 338 Einwohner                          |

| Jahr | Einwohner |
| ---- | --------- |
| 1834 | 469       |
| 1840 | 527       |
| 1846 | 572       |
| 1852 | 540       |
| 1858 | 541       |
| 1864 | 512       |
| 1871 | 497       |
| 1875 | 620       |
| 1885 | 912       |
| 1895 | 1961      |
| 1905 | 3.672     |
| 1910 | 4.573     |
| 1917 | 5.300     |

| Jahr | Einwohner |
| ---- | --------- |
| 1927 | 7.000     |
| 1939 | 7.713     |
| 1946 | 7.572     |
| 1961 | 16.000    |
| 1963 | 17.328    |
| 1970 | 15.466    |
| 1984 | 12.912    |
| 1993 | 13.600    |
| 2000 | 13.723    |
| 2005 | 14.185    |
| 2010 | 14.350    |
| 2016 | 15.607    |
| 2021 | 16.927    |

## Verkehr

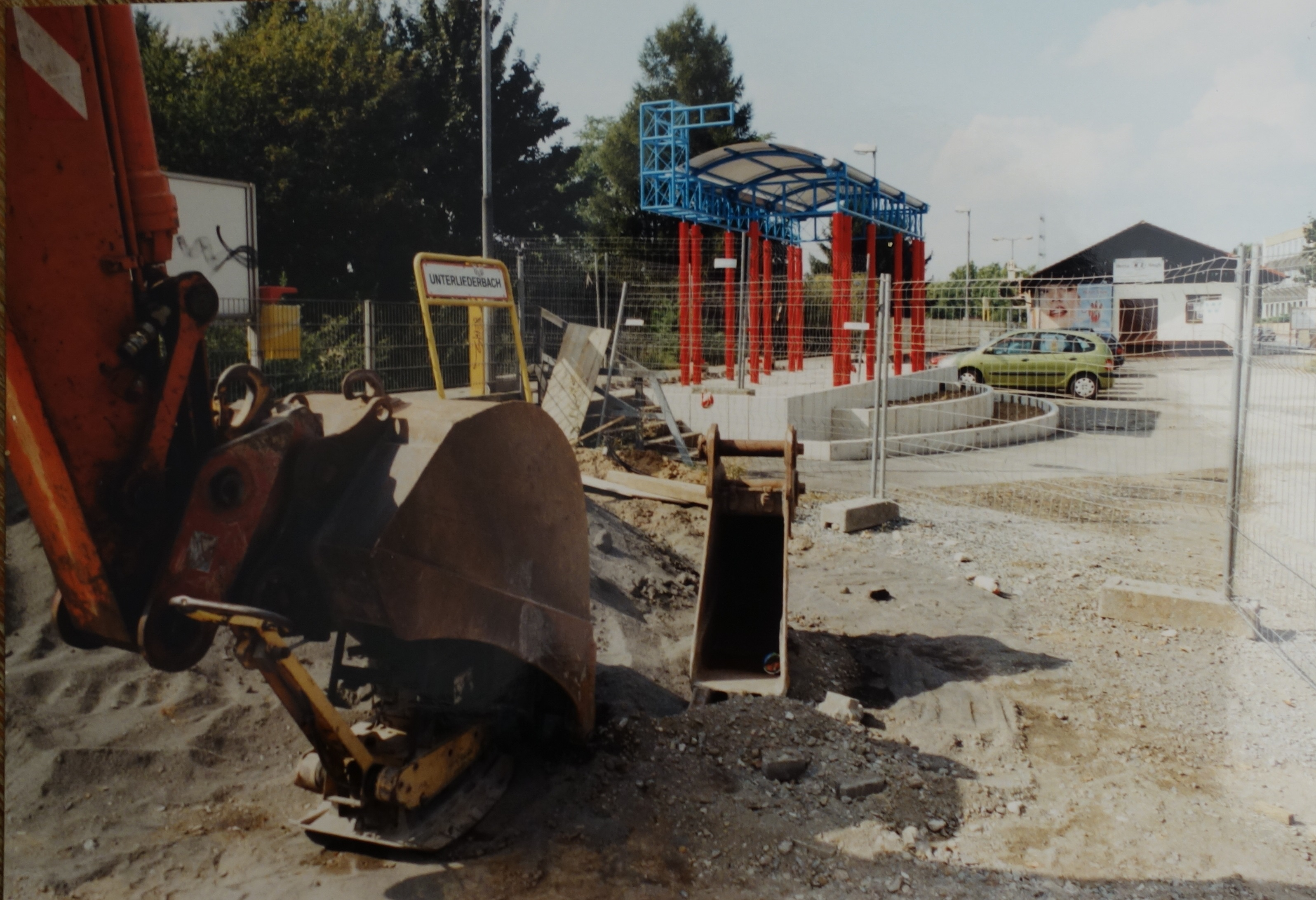
Bahnstation Unterliederbach während der Modernisierung 2002

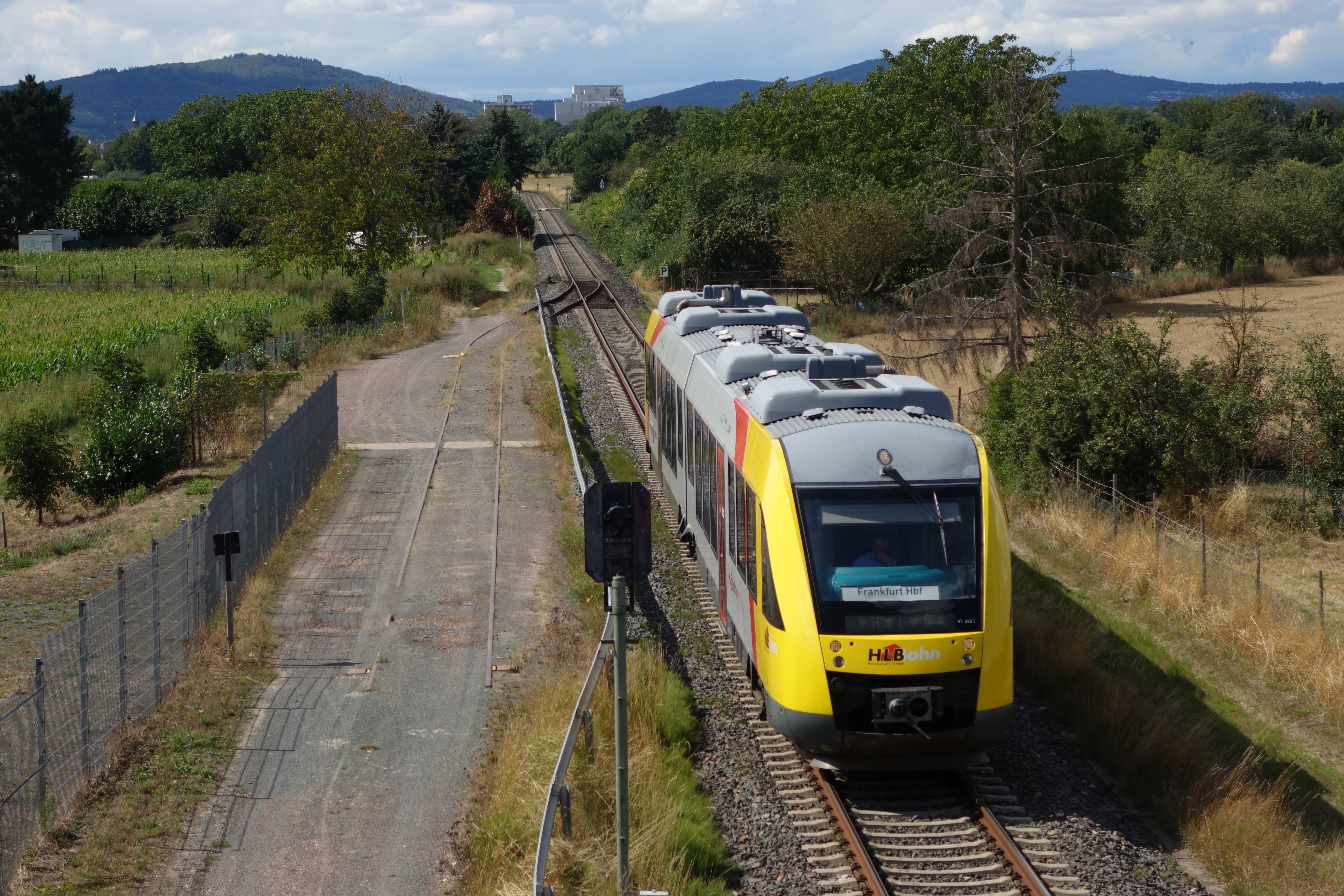
Triebwagen der Frankfurt-Königsteiner Eisenbahn, links das Trafo-Verladegleis. Am Horizont erkennbar die Taunusberge (von links) Staufen, Rossert (Hauptgipfel etwas verdeckt) sowie Atzelberg samt Fernmeldeturm.

### Eisenbahn

#### Unterliederbacher Bahnhof
Unterliederbach liegt an der Königsteiner Bahn, auf der die Züge der Frankfurt-Königsteiner Eisenbahn halbstündlich nach Königstein oder zum Frankfurter Hauptbahnhof fahren. War in den ursprünglichen Plänen für die Kleinbahn hier gar kein Halt vorgesehen, schuf der enorme Bevölkerungszuwachs neue Erfordernisse. Unterliederbach erhielt ein kleines Empfangsgebäude im Stil des Technischen Fachwerks – ähnlich jenen, die seinerzeit gebaut wurden für die Stationen Niederhofheim-Oberliederbach, Hornau und Schneidhain. Es wurde in den 1950er Jahren abgerissen und durch ein einfaches Wartehäuschen ersetzt.
Die Station galt als Bahnhof, ehe sie 1983 zum Haltepunkt zurückgestuft wurde, und Nebengleis samt Verladerampe abgerissen wurden. Lediglich die Verladerampe eines einstigen Holzverarbeitungsbetriebs ist noch vorhanden, der heute allerdings einem indischen Supermarkt als Veranda zur Außenbewirtschaftung dient. 1987, im Zuge der Eingliederung der Kleinbahn in den Frankfurter Verkehrsverbund, wurden die Bahnsteige erhöht. 2002, anlässlich des 100-jährigen Bestehens der Frankfurt-Königsteiner Eisenbahn, wurde ein neues Wartehäuschen für die Reisenden errichtet – ähnlich wie auch bei anderen Stationen der Linie.

#### Weitere Schienenwege in Unterliederbach
Ebenfalls auf Unterliederbacher Gemarkung befindet sich der Bahnhof Frankfurt-Höchst Farbwerke, allerdings weitab der Wohnbebauung, und von dort weitaus umständlicher zu erreichen als der nahe gelegene Bahnhof Frankfurt-Höchst. Auch die einstige Güterabfertigung Frankfurt-Höchst ist Unterliederbacher Grund. Seit 2000 befindet sich dort eine Eisenbahn-Waschanlage, insbesondere zur Instandhaltung von ICE-Zügen wegen des erhöhten Bedarfs durch die zwei Jahre später eröffnete ICE-Strecke von Frankfurt nach Köln.
Unmittelbar jenseits der A 66 gibt es ein Anschlussgleis an die Königsteiner Bahn. Dieses war 2004 errichtet worden für Transporte schwerer Großtransformatoren für ein seinerzeit neu errichtetes Umspannwerk in Kriftel. Bereits für den Ausbau der Elisabethenstraße zur Kraftfahrstraße ab Anfang 1928 hatte es rund ein Jahr lang an etwa derselben Stelle (km 2,435) ein Anschlussgleis gegeben. Auf eine Feldbahn parallel zur Straßentrasse wurden hier Baustoffe umgeladen. Diese kamen von einem Steinbruch nahe dem Rettershof, von wo sie ebenfalls per Feldbahn zur Königsteiner Bahn transportiert worden waren, zu einem Anschlussgleis nahe Schneidhain (km 12,6).

### Individualverkehr
Der Ort befindet sich südöstlich der A 66 und ist mit zwei Anschlussstellen angebunden. Die Anschlussstelle „Frankfurt-Höchst“ (16) befindet sich an der Stadtgrenze quer zur Königsteiner Straße, während „Kelkheim“ (15) an der Schmalkaldener Straße liegt und nur von bzw. in Richtung Innenstadt befahrbar ist.
Wichtige Hauptstraße in Nord-Süd-Richtung ist neben der Königsteiner Straße die Liederbacher Straße.

## Bebauung

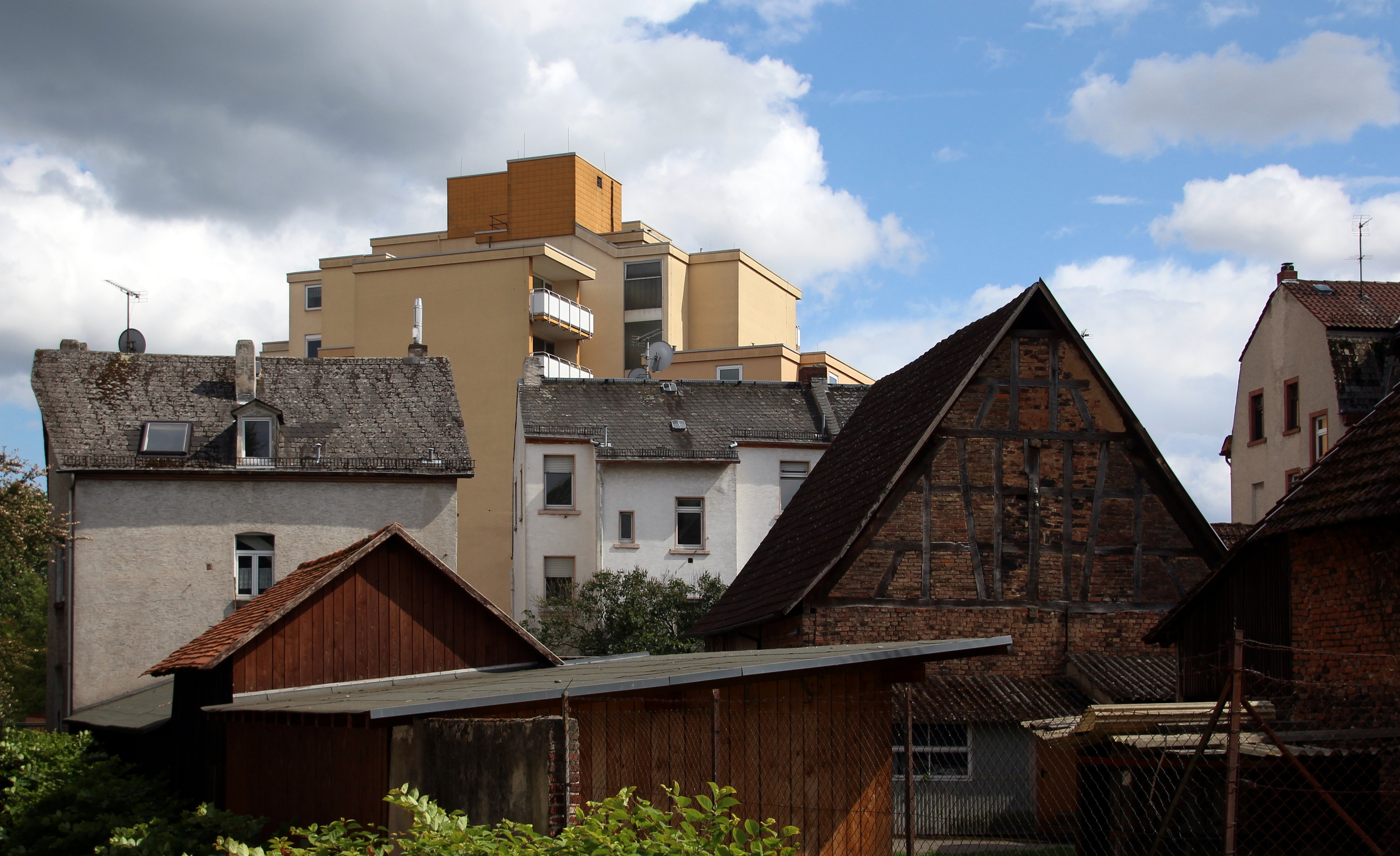
Bauwerke verschiedener Epochen an der Wasgaustraße

Die zusammenhängende Bebauung Unterliederbachs wird grob durch den Rhein-Main-Schnellweg (A 66) im Norden und durch die Gleise der Königsteiner Bahn im Westen eingegrenzt, während sie im Südosten in die Bebauung von Höchst nahtlos übergeht.
Die Königsteiner Straße gilt als sozialer Äquator, der den Stadtteil in einen wohlhabenden West- und einen ärmeren Ostteil trennt. Letztgenannter wurde daher um die Jahrtausendwende aufgenommen in das Programm Soziale Stadt.

### Einzelgebäude
(siehe auch: Liste der Kulturdenkmäler in Frankfurt-Unterliederbach)
Im Südwesten der Gemarkung Unterliederbachs befindet sich die 1988 eröffnete Ballsporthalle. Das Klinikum Frankfurt Höchst befindet sich zu großen Teilen auf Unterliederbacher Gebiet.

### Kirchen und Friedhöfe

#### Kirchen
Gut erhalten ist die barocke Dorfkirche. Auf ihrem Friedhof liegt der nassauische Reformer Carl von Ibell (1780–1834) begraben. Die evangelische Stephanuskirche wurde 1964 eingeweiht, zwei Jahre zuvor die neu errichtete, katholische Kirche.

#### Friedhöfe
Der Friedhof Unterliederbach liegt jenseits der Autobahn und ist geschlossen. Eine Vielzahl von Grabstätten steht unter Denkmalschutz. Der sogenannte „Alte Friedhof“ wurde von der selbständigen Landgemeinde Unterliederbach im Jahr 1873 eröffnet. Nach der Eingemeindung nach Höchst 1917 wurde er 1925 wieder geschlossen. Nur die Inhaber von Kaufgräbern (alte Bauernfamilien) haben zur Grabpflege noch Zugang. Durch die Autobahnerweiterung in den 1960er Jahren verlor der Friedhof 35 % seiner Fläche und viele Gräber wurden eingeebnet. Der Haupteingang, der zur Autobahn ging, wurde zugemauert und ein Nebeneingang eröffnet.
Ebenfalls auf Unterliederbacher Gemarkung befindet sich der Höchster Friedhof.

### Gebäudeensembles
Teile der einstigen Arbeitersiedlung Heimchen im Südwesten des Ortes stehen unter Denkmalschutz.
Die 1974 fertiggestellte Papageiensiedlung ist ein rund 500 Meter langer Gebäudekomplex aus Wohnungen und Tiefgaragen entlang der Autobahn, der zugleich als Lärmschutzwand dient. Der Name geht auf die frühere Gestaltung zurück, als jeder Wohnblock eine andere Farbe trug, ein Design von Friedrich-Ernst von Garnier. Seit der Renovierung Mitte der 2000er Jahre ist die Papageiensiedlung nicht mehr so leuchtend bunt, sondern in gedeckten Tönen gestrichen.

## Trivia
Einen Tag nach der Ermordung Jürgen Pontos, am 31. Juli 1977, wurde in Unterliederbach das Fluchtauto der Täter gefunden.
Der Mordfall Tristan, bei dem ein 13-jähriger Junge aus Unterliederbach getötet wurde, erschütterte den Stadtteil Ende der 1990er Jahre und führte ab 2002 in bis dahin nicht gekanntem Maße zu verdachtsunabhängigen Reihenuntersuchungen. Dafür sollten unter anderem in der Sport- und Kulturhalle an der Hans-Böckler-Straße die Fingerabdrücke erfasst werden von allen männlichen Unterliederbachern, die zur Tatzeit im Alter von 15 bis 45 Jahren waren.

## Persönlichkeiten
- Carl von Ibell (1780–1834), Regierungspräsident des Herzogtums Nassau und politischer Reformer,
- Jakob Bilz (1872–1951), römisch-katholischer Priester und Theologe, Hochschullehrer
- Paul Graubner (1892–1932), Landrat des Kreises Altena
- Theodor Buchhold (1900–1984), Elektro- und Raketentechniker
- Heinz Willmann (1906–1991), Politiker (KPD/SED), Funktionär, Diplomat, Botschafter der DDR u. a. in der ČSSR (1966–1967)
- Heinz Riesenhuber (* 1935), Politiker (u. a. Forschungsminister)
- Harald Krämer (* 1964), Fußballspieler
- Marko Marin (* 1989), Fußballspieler